# Ichneumon longipalpis
Ichneumon longipalpis är en stekelart som beskrevs av Gmelin 1790. Ichneumon longipalpis ingår i släktet Ichneumon och familjen brokparasitsteklar. Inga underarter finns listade i Catalogue of Life.